# Джеральд Воллес
Джеральд Джермейн Воллес (англ. Gerald Jermaine Wallace; нар. 23 липня 1982, Силакога, Алабама, США) — американський професіональний баскетболіст, що грав на позиції легкого форварда за низку команд НБА.

## Ігрова кар'єра
Починав грати у баскетбол у команді Чилдерсберзької старшої школи (Чилдерсберг, Алабама). У випускному класі був визнаний найкращим баскетболістом США серед школярів. На університетському рівні грав за команду Алабама (2000–2001). 
2001 року був обраний у першому раунді драфту НБА під загальним 25-м номером командою «Сакраменто Кінґс». Захищав кольори команди із Сакраменто протягом наступних 3 сезонів. 2002 року взяв участь у конкурсі слем-данків, де зайняв друге місце після Джейсона Річардсона. 
З 2004 по 2011 рік грав у складі «Шарлотт Бобкетс». Протягом часу проведеному в Шарлотт Воллеса часто супроводжували травми. Проте у сезоні 2007-2008 показав свою найкращу статистику у кар'єрі, набираючи 19,4 очка за гру. 2010 року взяв участь у матчі всіх зірок НБА. 
2011 року перейшов до «Портленд Трейл-Блейзерс» в обмін на Джоела Пжибіллу, Данте Каннінгема, Шона Маркса та два драфт-піки. 
Наступною командою в кар'єрі гравця була «Нью-Джерсі Нетс / Бруклін Нетс», куди перейшов 15 березня 2012 року в обмін на Шона Вільямса, Мехмета Окура та драф-пік 2012.
Останньою ж командою в кар'єрі гравця стала «Бостон Селтікс», до складу якої він приєднався 2013 року і за яку відіграв 2 сезони.

## Статистика виступів в НБА
|  | Лідер ліги |

### Регулярний сезон
| Сезон              | Команда                   | GP  | GS  | MPG  | FG%  | 3P%  | FT%  | RPG  | APG | SPG | BPG | PPG  |
| ------------------ | ------------------------- | --- | --- | ---- | ---- | ---- | ---- | ---- | --- | --- | --- | ---- |
| 2001–02            | «Сакраменто Кінґс»        | 54  | 1   | 8.0  | .429 | .000 | .500 | 1.7  | .5  | .4  | .1  | 3.2  |
| 2002–03            | «Сакраменто Кінґс»        | 47  | 7   | 12.1 | .492 | .250 | .527 | 2.7  | .5  | .5  | .3  | 4.7  |
| 2003–04            | «Сакраменто Кінґс»        | 37  | 1   | 9.1  | .360 | .000 | .458 | 2.0  | .5  | .4  | .4  | 2.0  |
| 2004–05            | «Шарлотт Бобкетс»         | 70  | 68  | 30.7 | .449 | .274 | .661 | 5.5  | 2.0 | 1.7 | 1.3 | 11.1 |
| 2005–06            | «Шарлотт Бобкетс»         | 55  | 52  | 34.5 | .538 | .280 | .614 | 7.5  | 1.6 | 2.5 | 2.1 | 15.2 |
| 2006–07            | «Шарлотт Бобкетс»         | 72  | 71  | 36.7 | .502 | .325 | .691 | 7.2  | 2.6 | 2.0 | 1.0 | 18.1 |
| 2007–08            | «Шарлотт Бобкетс»         | 62  | 59  | 38.3 | .449 | .321 | .731 | 6.0  | 3.5 | 2.1 | .9  | 19.4 |
| 2008–09            | «Шарлотт Бобкетс»         | 71  | 71  | 37.6 | .480 | .298 | .804 | 7.8  | 2.7 | 1.7 | .9  | 16.6 |
| 2009–10            | «Шарлотт Бобкетс»         | 76  | 76  | 41.0 | .484 | .371 | .776 | 10.0 | 2.1 | 1.5 | 1.1 | 18.2 |
| 2010–11            | «Шарлотт Бобкетс»         | 48  | 48  | 39.0 | .433 | .330 | .739 | 8.2  | 2.4 | 1.2 | 1.0 | 15.6 |
| 2010–11            | «Портленд Трейл-Блейзерс» | 23  | 15  | 35.7 | .498 | .338 | .767 | 7.6  | 2.5 | 2.0 | .7  | 15.8 |
| 2011–12            | «Портленд Трейл-Блейзерс» | 42  | 42  | 35.8 | .472 | .265 | .776 | 6.6  | 2.7 | 1.5 | .6  | 13.3 |
| 2011–12            | «Нью-Джерсі Нетс»         | 16  | 16  | 35.8 | .416 | .385 | .859 | 6.8  | 3.1 | 1.4 | .7  | 15.2 |
| 2012–13            | «Бруклін Нетс»            | 69  | 68  | 30.1 | .397 | .282 | .637 | 4.6  | 2.6 | 1.4 | .7  | 7.7  |
| 2013–14            | «Бостон Селтікс»          | 58  | 16  | 24.4 | .504 | .297 | .465 | 3.7  | 2.5 | 1.3 | .2  | 5.1  |
| 2014–15            | «Бостон Селтікс»          | 32  | 0   | 8.9  | .412 | .333 | .400 | 1.8  | .3  | .5  | .1  | 1.1  |
| Усього за кар'єру  | Усього за кар'єру         | 832 | 611 | 29.7 | .469 | .312 | .709 | 5.8  | 2.1 | 1.4 | .8  | 11.9 |
| В іграх усіх зірок | В іграх усіх зірок        | 1   | 0   | 15.0 | .333 | .000 | .000 | 3.0  | 1.0 | .0  | .0  | 2.0  |

### Плей-оф
| Сезон             | Команда                   | GP | GS | MPG  | FG%  | 3P%  | FT%   | RPG | APG | SPG | BPG | PPG  |
| ----------------- | ------------------------- | -- | -- | ---- | ---- | ---- | ----- | --- | --- | --- | --- | ---- |
| 2002              | «Сакраменто Кінґс»        | 5  | 0  | 2.8  | .000 | .000 | 1.000 | .2  | .2  | .0  | .2  | .8   |
| 2003              | «Сакраменто Кінґс»        | 7  | 0  | 2.6  | .400 | .000 | 1.000 | .7  | .0  | .0  | .1  | .9   |
| 2004              | «Сакраменто Кінґс»        | 3  | 0  | 6.7  | .500 | .000 | .500  | .7  | .3  | .3  | .3  | 2.3  |
| 2010              | «Шарлотт Бобкетс»         | 4  | 4  | 41.0 | .477 | .455 | .657  | 9.0 | 2.3 | 1.3 | 1.5 | 17.5 |
| 2011              | «Портленд Трейл-Блейзерс» | 6  | 6  | 37.7 | .448 | .176 | .875  | 9.2 | 2.8 | 1.3 | .5  | 15.2 |
| 2013              | «Бруклін Нетс»            | 7  | 7  | 34.7 | .463 | .379 | .550  | 4.0 | 2.4 | 1.1 | .7  | 12.0 |
| 2015              | «Бостон Селтікс»          | 1  | 0  | 4.0  | .000 | .000 | .000  | 1.0 | .0  | .0  | .0  | .0   |
| Усього за кар'єру | Усього за кар'єру         | 33 | 17 | 20.9 | .455 | .333 | .726  | 3.9 | 1.4 | .7  | .5  | 7.9  |